# Международный аэропорт Буянт-Ухаа
Международный аэропорт Буянт-Ухаа (монг. Буянт-Ухаа олон улсын нисэх буудал) (ИАТА: ULN, ИКАО: ZMUB) — международный аэропорт Монголии. Ранее назывался Международный аэропорт имени Чингисхана, но в 2020 году был переименован, так как  это название получил новый аэропорт Улан-Батора. Расположен в 18 километрах от центра Улан-Батора, в столичном районе Хан-Уул на противоположном от центра города берегу реки Туул. Крупнейший аэропорт Монголии и один из четырёх аэропортов страны, из которого осуществляются международные перелёты (другие — аэропорт города Улгий, Ховд (рейсы в Урумчи) и Чойбалсанский аэропорт выполняющий рейсы в Хайлар и заменяющий аэропорт Чингисхан в случае надобности). Является портом приписки авиакомпаний Изинис Эйрвэйз, Aero Mongolia, Blue Sky Aviation и MIAT Mongolian Airlines, Hunnu Air Wings of Mongolia.

## Основная информация
Регулярное сообщение из аэропорта началось в 1961 году, а с 1986 года начались международные перевозки. Изначально имел название «Буянт Уха» (монг. Буянт Ухаа). С 21 декабря 2005 года по 7 июля 2020 года носил название «Чингисхан» (монг. Чингис хаан). В июле 2020 года правительством Монголии было возвращено историческое название «Буянт Уха» (монг. Буянт Ухаа).
Расположен на высоте 1330 метров над уровнем моря. Имеет две взлётно-посадочные полосы: с асфальтовым покрытием длиной 3100 метров и с травяным покрытием длиной 1999 метров. 
Работает круглосуточно.
Здание аэропорта имеет три этажа. Зал ожидания расположен на первом этаже. Кроме того, в здании находятся несколько кафе и магазинов, залы ожиданий VIP-класса, пункты обмена валюты, парикмахерская, почтовое отделение и небольшая аптека.

## История

### Начальная история
Аэропорт был создан как Буянт-Ухаа аэропорт 19 февраля 1957 года. С 1958 года международные рейсы начинаются с рейсов в Иркутск и Пекин самолетом Ил-14.
Регулярные рейсы из аэропорта начались в 1961 году, и терминал был повышен, чтобы сделать его пригодным для международных перевозок в 1986 году.

### После демократической революции
В период с 1994 по 1997 год дальнейшее крупное обновление было достигнуто с помощью Азиатского банка развития, в результате чего аэропорт в стал соответствовать стандарту ICAO. Аэропорт был переименован в Чингис Хаан (Чингисхан) международный аэропорт в честь 800-летия создания Монгольского государства 21 декабря 2005 года.

### Настоящее время
В настоящее время аэропорт больше не используется для регулярных рейсов в связи с постройкой нового аэропорта, которому дали название «имени Чингисхана».Тем не менее, вновь переименованный в «Буянт-ухаа», аэропорт пока сохраняется в качестве резервного.

## Статистика
Статистика Международного аэропорт Чингисхан с 2007 по 2011 год.
|                                                      | Пассажиры | Изменения по сравнению с прошлым годом | Движения | Груз (тонны) |
| ---------------------------------------------------- | --------- | -------------------------------------- | -------- | ------------ |
| 2007                                                 | 599 555   | ▲09.6 %                                | 9 297    | 3 299 тонн   |
| 2008                                                 | 596 765   | ▼0-0.5 %                               | 9 552    | 3 500 тонн   |
| 2009                                                 | 532 851   | ▼0-10.7 %                              | 8 330    | 2 970 тонн   |
| 2010                                                 | 665 055   | ▲024.8 %                               | 11 678   | 3 921 тонн   |
| 2011                                                 | 900 000   | ▲036.3 %                               | 12 000   | 4 000 тонн   |
| Источник: Администрация гражданской авиации Монголии |           |                                        |          |              |

### Будущее
В Монголии начинается строительство нового и большого аэропорта в другом месте на долине Хошигт, сомоне Сергелен, то есть около 54 км от Улан-Батора. 
Строительство начато 23 апреля 2012 г.
Проект предполагается осуществить к 2015 году.
Аэропорт будет состоять из семи терминалов и принимать до 1,7 млн чел. в год.
В его проекте заложены — 2 взлетно-посадочных полосы, автотранспортный и железнодорожный терминал, рядом — город с населением около 100 тыс. человек. Расчетная мощность — 1100 пассажиров в час.
По технико-экономическому обоснованию, стоимость проекта составила 29,9 млрд йен. В 2008 году Монголия подписала соглашение с Японским банком международного сотрудничества о предоставлении льготного кредита в размере 28,8 млрд йен для сооружения нового аэропорта. Сумму в размере 4,4 млрд йен выделит правительство Монголии.